# Bârza
Bârza est une commune roumaine située dans le județ d'Olt.